# Лукинки (Вологодская область)
Лукинки — деревня в Шекснинском районе Вологодской области.
Входит в состав сельского поселения Никольского, с точки зрения административно-территориального деления — в Никольский сельсовет.
Расстояние по автодороге до районного центра Шексны — 1 км, до центра муниципального образования Прогресса — 4 км. Ближайшие населённые пункты — Селино, Мальгино, Мальгино, Пронино, Барово, Большое Митенино.
По переписи 2002 года население — 27 человек (14 мужчин, 13 женщин). Всё население — русские.